# Barraca B-01
La barraca B-01 és una barraca de vinya de Subirats (Alt Penedès), situada a les vinyes de Can Bou.
Construïda en pedra seca, de planta circular i forma troncocònica, de 3,2 m de diàmetre a la base i una alçada màxima de 2,52 m, amb coberta en falsa cúpula. El portal, orientat al sud-oest, amb la llinda plana, té una alçada de 107 cm, una amplada de 55 cm i un gruix de 65 cm. Té importants esllavissades a est i oest, amb maons falcant les pedres.
El codi utilitzat en la denominació d'aquesta barraca (lletra + número) procedeix d'un estudi realitzat per Araceli Soler i Jaume Rovira, que intenta sistematitzar la informació sobre aquests elements arquitectònics al terme de Subirats.